# Гурко, Иосиф Александрович
Ио́сиф Алекса́ндрович Ромейко-Гурко (1782—1857) — русский военный и государственный деятель, участник  Отечественной войны 1812 года и заграничных походов русской армии 1813—1814 годов, подавления восстания в Польше в 1831 году; сенатор, первоприсутствующий Департамента герольдии, генерал-лейтенант, затем действительный тайный советник.

## Биография
Происходил из дворян Московской губернии. Родился 26 сентября (7 октября) 1782 года.
На службу был определён 31 декабря 1801 года в чине подпрапорщика, в Таврический гренадерский полк.
С 25 января 1810 года — адъютант Барклая-де-Толли; 4 января 1811 года был переведён в лейб-гвардии Семёновский полк, с которым участвовал в  Отечественной войне и заграничных походах русской армии: отличился в Бородинской битве, в 1813 году — при осаде и взятии крепости Торунь и в сражении при Кульме, за сражение под Бауценом получил чин штабс-капитана (9 мая), а за битву под Лейпцигом — чин капитана (6 октября). За взятие Парижа 18 марта 1814 года был произведён в полковники; 1 июня 1815 года назначен командиром Калужского пехотного полка; 15 сентября 1819 года получил Высочайшее благоволение.
Был произведён 12 декабря 1824 года в генерал-майоры — с назначением командиром 2-й бригады 2-й пехотной дивизии; 17 ноября 1827 года награждён орденом Святого Георгия 4-го класса за беспорочную выслугу в офицерских чинах 25 лет.
Активный участник подавления восстания в Польше в 1831 году, за что был удостоен орденов Святого Владимира 3-й степени и Святой Анны 1-й степени и Польского знака отличия за военное достоинство 2-й степени; 9 октября 1831 года назначен военным начальником Люблинского воеводства (с 1837 года — Люблинской губернии) и оставался в этой должности 11 лет; 30 августа 1839 года произведён в генерал-лейтенанты, а 21 ноября 1842 года назначен начальником гражданского управления Закавказским краем.
6 июня 1845 года назначен сенатором, с 16 декабря 1848 года — первоприсутствующий Департамента герольдии Сената. В день коронации императора Александра II 26 августа 1856 года пожалован в действительные тайные советники.
Скончался 9 (21) декабря 1857 года. Похоронен на Выборгском католическом кладбище в Санкт-Петербурге.

## Награды
- Орден Святого Владимира 4-й ст. с бантом (1812, за Бородинское сражение)
- Орден Святой Анны 2-й ст. (1813, за взятие Торуня) с алмазами (1813, за сражение под Кульмом)
- Орден Святого Георгия 4-кл. за 25 лет в офицерских чинах (1824)
- Орден Святого Владимира 3-й ст. (1831)
- Орден Святой Анны 1-й ст. (1831) с императорской короной (1833)
- Орден Святого Владимира 2-й ст. (1838)
- Орден Белого орла (1.1.1852)

## Семья
Был женат на Луизе Ивановна (Анна-Доротея-Луиза) фон Медем (20.10.1802—?). Их сын:
- Александр (1824—1880); у него родились:
  - Александр (1852—1854)
  - Владимир (1856—1857)
  - Мария (1858—?)
  - Иосиф (1859—1920)
  - Елизавета (21.07.1861[1]—1926), жена Б. А. Озерова.